# 嘉年村
嘉年村（かねそん）は、かつて山口県阿武郡の南東部に存在した村。
1955年4月1日に新設合併で阿東町となり消滅した。現在は山口市北西部の一地域となっている。

## 地理
山口県のほぼ中央、中国山地に囲まれた地域でありスキー場がある。

## 歴史
- 1889年（明治22年）4月1日 - 町村制の施行により、嘉年上村・嘉年下村の区域をもって発足。
- 1955年（昭和30年）4月1日 - 篠生村・生雲村・地福村・徳佐村と合併して阿東町が発足。同日嘉年村廃止。

## 字

### 嘉年上地区
- 大迫（おおさこ）
- 開籠（かいごもり）
- 神田（こうだ）
- 西居坂（にしいさか）
- 東居坂（ひがしいさか）
- 堂免（どうめん）
- 土居（どい）

### 嘉年下地区
- 市場（いちば）
- 井戸（いど）
- 吉部野上（きべのかみ）
- 吉部野下（きべのしも）